# 2006-os Race of Champions
A 2006-os Race of Champions december 16-án került megrendezésre a Stade de Franceban, Párizs északi külvárosában Saint-Denisben.
A nemzetek tornáját Finnország nyerte, miután Heikki Kovalainen legyőzte az utolsó körben az amerikai Travis Pastranát. Kovalainen csapattársa a kétszeres rali-világbajnok Marcus Grönholm volt, míg Pastrananak végig egyedül kellett küzdenie, miután csapattársainak Jimmie Johnsonnak és a csere Scott Speednek vissza kellett vonulnia sérülésük miatt.
Az egyéni tornát és a Henri Toivonen emléktornát is a svéd Mattias Ekström nyerte. Az elődöntőben Kovalainennel szemben 0,0002 másodperces előnnyel nyert, míg a döntőben a francia Sebastian Loeböt győzte le.

## Résztvevők
| Ország             | Pálya versenyző    | Rali versenyző       |
| ------------------ | ------------------ | -------------------- |
| Egyesült Királyság | James Thompson     | Andy Priaulx         |
| Finnország         | Heikki Kovalainen  | Marcus Grönholm      |
| Franciaország      | Sébastien Bourdais | Sébastien Loeb       |
| Franciaország 2    | Yvan Muller        | Stéphane Peterhansel |
| Németország        | Bernd Schneider    | Armin Schwarz        |
| Skandinávia        | Tom Kristensen     | Mattias Ekström      |
| Skócia             | David Coulthard    | Colin McRae          |
| Spanyolország      | Nani Roma          | Dani Sordo           |
| USA                |                    | Travis Pastrana      |